# 카미자크

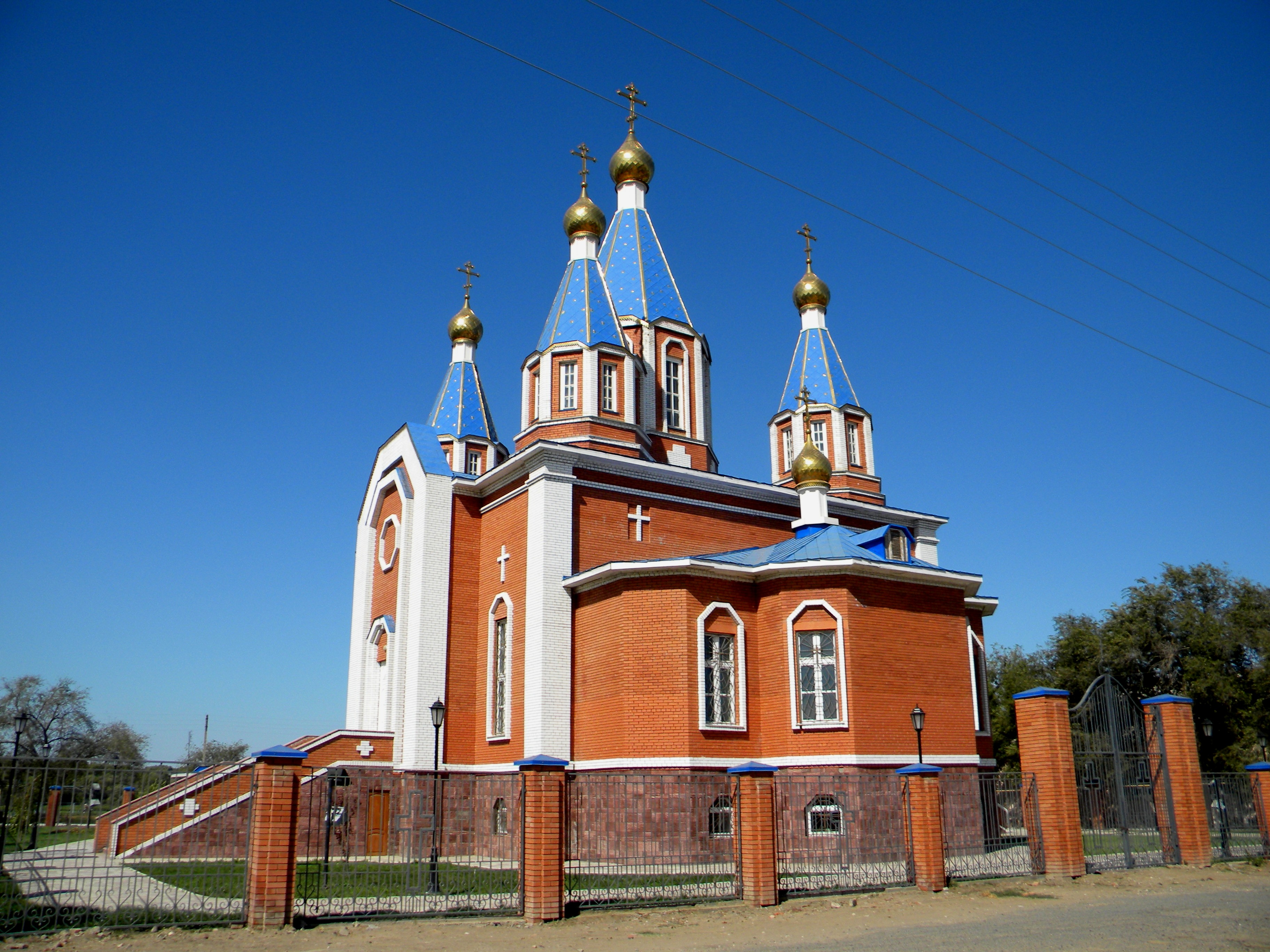

카미자크(러시아어: Камызяк)는 아스트라한 주 남쪽의 소도시이다. 카미작스키 군의 중심지이다. 인구는 1만6,100명(2006년)이다.
카미자크 강과 볼가강에 접해 있고, 아스트라한에서 35km 떨어져 있다. 1918년까지는 카지자크란 마을이었다. 1973년 2월 2일에 도시로 승격되었다.